# Villers (Loire)
Pour les articles homonymes, voir Villers.
 (avril 2015).
- Si vous ne connaissez pas le sujet, laissez ce bandeau (vous pouvez alors contacter les auteurs).
- Si vous supprimez le contenu mis en cause (vous pouvez préalablement contacter les auteurs),

argumentez précisément cette suppression dans la page de discussion
(un manque de référence n'est pas un argument ; une recherche réelle de référence doit avoir été effectuée, être formellement documentée).
Villers est une commune française située dans le département de la Loire en région Auvergne-Rhône-Alpes.

## Situation et dimensions
La commune de Villers s'apparente par son étendue à deux de ses voisines orientales, Cuinzier et Le Cergne, ses 5,73 km2 ne la distinguant pas radicalement de celles-ci (respectivement 5,62 et5.93km 2). En revanche cette superficie apparaît modeste en regard de celle de Jarnosse au sud et de Mars au nord pratiquement deux fois plus vastes dans les deux cas.

## Relief et structure
La spécificité de la commune de Villers est plutôt à rechercher dans la configuration de son relief et dans ses altitudes. Trois territoires communaux, plus engagés dans les contreforts de la montagne beaujolaise et qui enserrent celui de Villers, ceux de Jarnosse au sud, de Cuinzier à l'est et de Mars au nord atteignent près de ou à un peu plus de 600 m. ; le point culminant de Villers n'est qu'à 482 m. d'altitude. Sa modeste élévation s'apparenterait plutôt à celle de Chandon au nord (maximum 472 m.), Saint-Hilaire-sous-Charlieu (464 m.) et Nandax (413 m.) à l'ouest.Pour autant, à ne pas s'en tenir qu'aux chiffres, l'originalité locale du territoire de Villers réside dans l'aspect général de son relief. On est ici en présence d'un plateau mais qu'on pourrait aussi caractériser comme un dôme surbaissé dont le bourg et ses abords occupent le faîte, la cote culminante - 482 m.- ne se situant qu'à quelques centaines de mètres de l'église, au nord-est, . Il en résulte qu'on ne peut pratiquement que baisser en altitude dès qu'on s'éloigne du bourg de Villers dans une quelconque direction, le point le plus bas coïncidant avec la sortie du Jarnossin du territoire communal.

## Géologie
Cette éminence bien individualisée (le bourg de Villers est visible à la ronde des quatre points cardinaux) a été aménagée dans une nature géologique spécifique : à l'ouest, les basses collines qui occupent les territoires de Chandon, de Saint-Hilaire-sous-Charlieu et de Nandax sont constituées de terrains argileux ; à l'est, à Cuinzier et au Cergne, au nord, à Mars et au sud à Jarnosse dominent sur de hautes collines les terrains cristallins. Le dôme sur lequel s'est établi Villers participe d'une bande de terrains de décomposition siliceux quaternaires, orientée du nord au sud, et dont la commune accapare la majeure partie. Cette nature géologique dérivant des matériaux  constitutifs de la montagne beaujolaise voisine rattache ainsi, du point de vue géologique, le territoire communal de Villers plutôt à cette montagne qu'aux molles ondulations de l'ouest proches de la Loire. D'ailleurs un petit quart oriental de la commune vers le lieu-dit les Varennes à la limite de Cuinzier est concerné par les terrains  du socle granitique qui s'étendent largement plus à l'est; le nom du lieu-dit les Varennes s'appliquant ainsi à des terrains d'une très moyenne fertilité. On doit mentionner cependant qu'au nord de la commune, vers le lieu-dit les Souchons, apparaissent sur une petite partie de la commune les terrains argileux qu'on rencontre à Chandon et Saint-Hilaire-sous-Charlieu.es formations résiduelles, terrains de décomposition argileux, dont on vient de montrer qu'elles forment au moins le revêtement du dôme (le substrat n'a pas été déterminé par les géologues jusqu'à maintenant) sont éminemment fertiles. En témoigne la toponymie, les lieux-dits le Fromental et les Beluzes proches du bourg sont caractéristiques des terres à blé (qui faisaient l'envie des exploitants des terrains siliceux  voisins aux  qualités pédologiques plus médiocres).

## Hydrographie
Du fait même du relief l'hydrographie de la commune se réduit à peu de chose, le dôme n'étant drainé par aucun cours d'eau notable. La seule exception est représentée au sud-est par la rivière le Jarnossin, ici dans la partie supérieure de son cours avec un débit modeste, et qui sert de frontière avec la commune de Jarnosse sur deux kilomètres environ. Enfin dans le vallon qui se creuse entre le bourg et le lieu-dit les Gaffières, au contact donc des terrains de décomposition quaternaires et du socle cristallin, un ruisselet coule du nord au sud avant d'alimenter le Jarnossin.
L'altitude modérée qui contraint moins qu'en montagne à abandonner d'importantes surfaces à la forêt, les qualités pédologiques des terrains et le défrichement généralisé qu'elles ont occasionné ont pour conséquence un taux de boisement de la commune très réduit : 10 % seulement de la superficie générale de son territoire.
Sa situation sur une éminence entraînant une absence à peu près totale de ressources en eau impose à Villers d'importer l'intégralité de sa consommation dans ce domaine. Un château d'eau en béton stocke les quantités nécessaires qui proviennent de Pouilly-sous-Charlieu ; la hauteur spectaculaire de cette construction en forme de tour la rend visible de très loin.

## Communications
La commune de Villers est concernée par un axe routier d'une assez grande importance à l'échelle régionale : venant du col de la Croix Couverte par Cuinzier en empruntant la départementale 70, cet itinéraire, relayé depuis la sortie ouest de Cuinzier par la départementale 13, traverse en effet le territoire villersois en direction du sud-ouest reliant ainsi Cours dans le département voisin du Rhône à Roanne. C'est une voie de communication très passante dans la mesure où elle favorise  les mouvements pendulaires de main-d’œuvre qui intéressent  les activités du chef-lieu d'arrondissement et de sa zone d'influence économique. D'autre voies routières, moins essentielles, divergent à partir du bourg de Villers : la départementale 40 s'en éloigne vers le nord-ouest en direction de Charlieu (à 7 km) en déclivité assez modérée jusqu'à son entrée dans la commune de Chandon. En forte pente au contraire la même départementale 40 dévale vers le sud-est en direction du bourg de Jarnosse (à 2 km seulement) qu'elle atteint après avoir traversé le lit du Jarnossin. Enfin, se greffant sur la D 13 à un kilomètre et demi au nord-est du bourg de Villers la D 66 permet d'atteindre le bourg de Mars en 4 kilomètres; c'est une voie assez fréquentée puisqu'elle livre passage à la circulation reliant Roanne à Chauffailles en Saône-et-Loire. Il convient d'ajouter qu'un chemin communal asphalté relie directement vers l'ouest  Villers à Saint-Hilaire-sous-Charlieu offrant ainsi une alternative à la l'itinéraire routier plus long entre les deux villages.Aucune ligne régulière d'autocar ne dessert la commune mais un arrêt du service quotidien Charlieu-Thizy-les-Bourgs se trouve à moins de 4 km du bourg de Villers à l'entrée ouest de Cuinzier sur la D70. Deux gares ferroviaires sont accessibles en 16 km dans les deux cas: celle de Roanne sur la ligne Lyon-Paris, celle de Chauffailles en Saône-et-Loire sur l'itinéraire Lyon-Paray-le-Monial.

## Démographie
Quatre  chiffres permettent de caractériser l'histoire démographique de la commune de Villers. Cette paroisse qui au moment de la Révolution de 1789  comptait à peu près autant d"âmes qu'à la fin du XXe siècle, soit à peine plus de 500 avait atteint son culmen en 1866 avec un peu moins de 1 000 habitants, à un moment qui marqua d'ailleurs le maximum démographique des régions rurales françaises. Comme ailleurs, l'exode rural qui a caractérisé le siècle qui va de 1870 à 1970 environ lui avait fait perdre les 2/3 de sa substance humaine puisque Villers ne comptait plus que 349 habitants lors du recensement de 1975. La dernière phase de cette histoire démographique, les quarante dernières années, ont connu une reprise de la croissance qui, pour ne pas être un cas isolé dans cette région tant s'en faut, a été ici particulièrement accentuée : le rythme annuel  de plus de 6 % de cette croissance a porté le nombre d'habitants de la commune à 581 en 2012. Les origines de ce sursaut sont à rechercher non pas évidemment dans la natalité propre la commune mais dans un regain d'intérêt de certaines populations pour les localités rurales proches d'un bassin d'emploi urbain - l'agglomération roannaise dans ce cas - qui les conduit à fixer leur domicile à la campagne tout en restant à courte distance de leur lieu d'activité économique.
En dépit de l'étendue modeste de son aire communale Villers répartit sa population en écarts relativement nombreux. Caractéristique d'un pays de demi-bocage le bourg ne groupe en effet qu'une partie du peuplement et la dispersion a donné naissance à une quinzaine de hameaux et lieux-dits. Trois d'entre eux peuvent être considérés comme des faubourgs tant ils sont proches de l'agglomération centrale, pratiquement sans solution de continuité avec elle : le Fromental à l'est du bourg et les Beluses à l'ouest tandis qu'un lotissement pavillonnaire s'y est greffé plus récemment. Plus éloignés du centre les hameaux des Bruyères, des Souchons, ceux  de Chantoiseau et de Marigny mais aussi le Pilon, Fougerolles, Berthier, chez Régny groupent un nombre assez notable d'habitations . Le nom d'autres lieux-dits ne s'attache la plupart du temps qu'à une ou deux maisons tels les Hayes, les Varennes, la Levée.

## Économie
La vie économique est à Villers le reflet du récent dynamisme démographique. Le secteur des services est représenté par un café-restaurant, une boulangerie-pâtisserie et un salon de coiffure. Plus étoffé, le secteur artisanal comprend, au bourg, une entreprise déjà ancienne de vente et de montage de pneumatiques, un garage de mécanique automobile pratiquant aussi la vente de véhicules neufs et d'occasion,  au Fromental une entreprise de maçonnerie et aux Souchons plusieurs entreprises l'une de travaux publics une autre de sciage de route, une autre enfin d'électricité. Un électricien est également installé dans le bourg. Une activité industrielle existe aussi à Villers sous la forme d’une entreprise de production de ciment prête à l’emploi sise Route de St-Hilaire.Le secteur des services est représenté par une boulangerie, un bar-restaurant, un salon de coiffure et une activité d’esthéticienne implantés dans le bourg ainsi qu’une activité de commerce alimentaire ambulant
La régression de la part prise par l’agriculture par rapport à l’ensemble des activités économiques, phénomène commun aux campagnes  de la région a connu à Villers une ampleur analogue à celle que l’on observe dans la plupart des communes rurales des environs. Si du fait de la relative exigüité de son territoire et de sa vocation plus artisanale la commune n’a jamais été un terroir agricole d’importance il y avait encore 24 exploitations actives en 1988 . Leur nombre s’est considérablement réduit au cours des dernières décennies ; il n’en restait  que 11 en 2000, 4 en 2010 . Les chiffres fournis ci-dessous résultent du recensement agricole de 2020 . Trois exploitations.agricoles maintiennent aujourd’hui bien vivant le secteur des produits de la terre sur une SAU de 365 ha.  Cette proportion de  64 % de la surface de la commune supérieure à celle de certaines communes des environs Jarnosse et Nandax 54 % (mais 75 % à Mars et Cuinzier) témoigne  de la fertilité du terroir local. En revanche la part prise dans la commune par les activités artisanales y réduit le poids proportionnel des travaux de la terre (1 exploitation pour 200 habitants contre 1 pour 51 à Jarnosse et Nandax, 1 pour 44 à St-Hilaire-sous-Charlieu). La zone des  collines de l’Est roannais dans laquelle s’inscrit le territoire de Villers est un pays d’herbages et les prairies permanentes couvrent effectivement près de 98 % de sa surface (352 ha) ne laissant aux cultures que 4,4 ha (1,2%). Les trois exploitations de la commune se consacrent à l’élevage de bovins .L’une est située au lieu-dit Fougerolles, l’une Route de Cuinzier, la trosième au bourg. Le nombre d’UGB (unités de gros bétail) représente  encore 87 % de ce qu’il était au début de ce siècle ; 438 têtes en 2020 contre 501 autour de l’an 2000 . Les vaches allaitantes qu’élèvent les trois exploitations comptent pour 143 têtes dans ce troupeau (0,7 par ha)  de SAU)...
Le territoire de la commune est limitrophe de ceux de cinq communes :
| Chandon                     |          | Mars     |
| Saint-Hilaire-sous-Charlieu | Villers  | Cuinzier |
|                             | Jarnosse |          |

### Climat
Pour des articles plus généraux, voir Climat d'Auvergne-Rhône-Alpes et Climat de la Loire.
En 2010, le climat de la commune est de type climat océanique dégradé des plaines du Centre et du Nord, selon une étude du Centre national de la recherche scientifique s'appuyant sur une série de données couvrant la période 1971-2000. En 2020, Météo-France publie une typologie des climats de la France métropolitaine dans laquelle la commune est exposée à un climat de montagne ou de marges de montagne et est dans une zone de transition entre les régions climatiques « Centre et contreforts nord du Massif Central » et « Nord-est du Massif Central ». 
Pour la période 1971-2000, la température annuelle moyenne est de 10,5 °C, avec une amplitude thermique annuelle de 16,5 °C. Le cumul annuel moyen de précipitations est de 835 mm, avec 10,7 jours de précipitations en janvier et 7,7 jours en juillet. Pour la période 1991-2020, la température moyenne annuelle observée sur la station météorologique de Météo-France la plus proche, « Nandax », sur la commune de Nandax à 5 km à vol d'oiseau, est de 11,7 °C et le cumul annuel moyen de précipitations est de 916,6 mm,. Pour l'avenir, les paramètres climatiques de la commune estimés pour 2050 selon différents scénarios d'émission de gaz à effet de serre sont consultables sur un site dédié publié par Météo-France en novembre 2022.

## Urbanisme

### Typologie
Au 1er janvier 2024, Villers est catégorisée commune rurale à habitat dispersé, selon la nouvelle grille communale de densité à sept niveaux définie par l'Insee en 2022.
Elle est située hors unité urbaine. Par ailleurs la commune fait partie de l'aire d'attraction de Roanne, dont elle est une commune de la couronne,. Cette aire, qui regroupe 88 communes, est catégorisée dans les aires de 50 000 à moins de 200 000 habitants,.

## Politique et administration

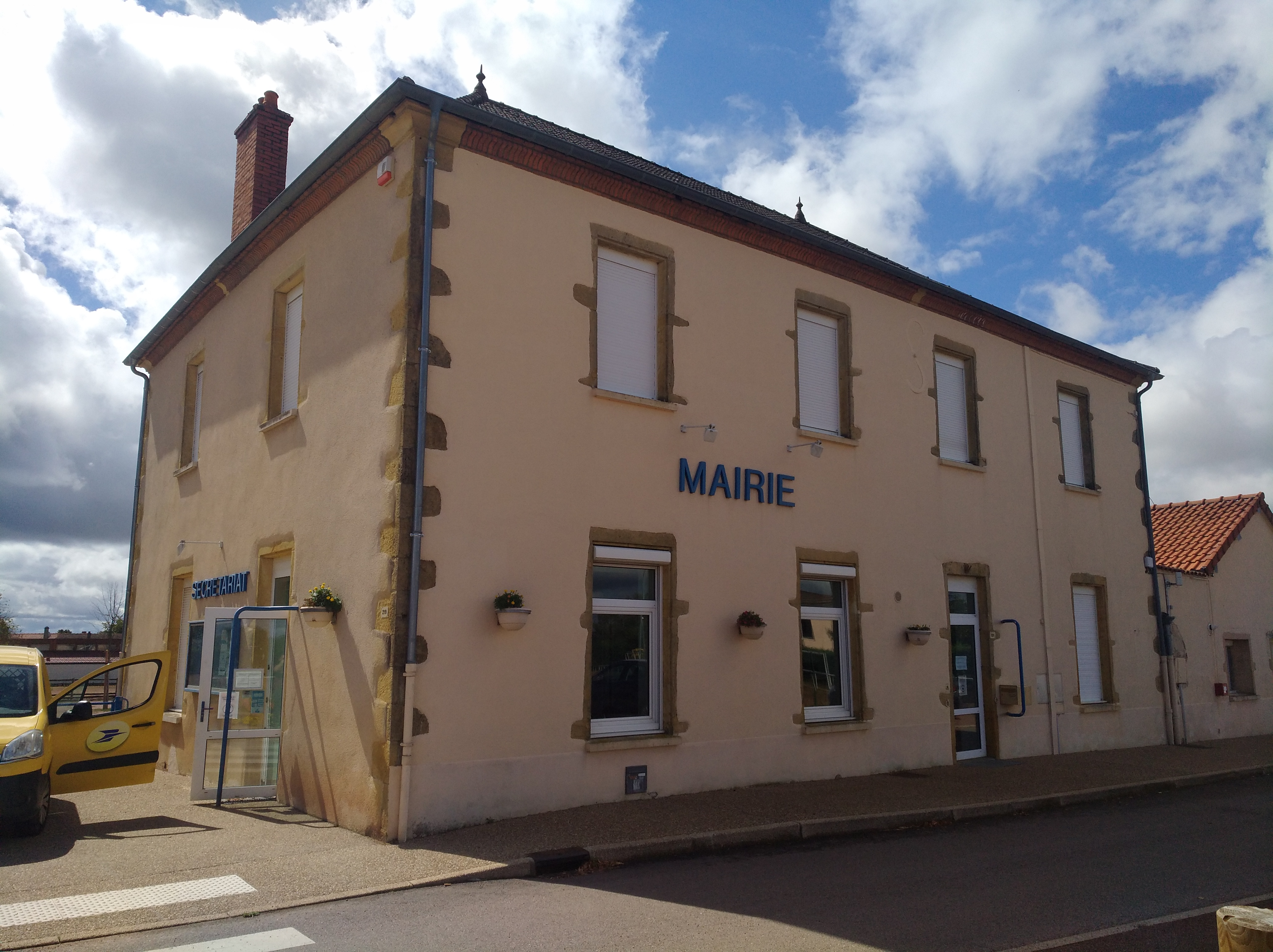
Mairie

| Période                                  | Période                  | Identité      | Étiquette | Qualité |
| ---------------------------------------- | ------------------------ | ------------- | --------- | ------- |
| Les données manquantes sont à compléter. |                          |               |           |         |
| mars 2001                                | En cours (au avril 2020) | Pascal Dubuis |           |         |

## Population et société

### Démographie
L'évolution du nombre d'habitants est connue à travers les recensements de la population effectués dans la commune depuis 1793. Pour les communes de moins de 10 000 habitants, une enquête de recensement portant sur toute la population est réalisée tous les cinq ans, les populations de référence des années intermédiaires étant quant à elles estimées par interpolation ou extrapolation. Pour la commune, le premier recensement exhaustif entrant dans le cadre du nouveau dispositif a été réalisé en 2005.

En 2022, la commune comptait 599 habitants, en évolution de +3,81 % par rapport à 2016 (Loire : +1,32 %, France hors Mayotte : +2,11 %).
| 1793 | 1800 | 1806 | 1821 | 1831 | 1836 | 1841 | 1846 | 1851 |
| ---- | ---- | ---- | ---- | ---- | ---- | ---- | ---- | ---- |
| 510  | 507  | 571  | 620  | 687  | 670  | 700  | 701  | 768  |

| 1856 | 1861 | 1866 | 1872 | 1876 | 1881 | 1886 | 1891 | 1896 |
| ---- | ---- | ---- | ---- | ---- | ---- | ---- | ---- | ---- |
| 848  | 847  | 977  | 946  | 973  | 928  | 873  | 821  | 797  |

| 1901 | 1906 | 1911 | 1921 | 1926 | 1931 | 1936 | 1946 | 1954 |
| ---- | ---- | ---- | ---- | ---- | ---- | ---- | ---- | ---- |
| 788  | 743  | 631  | 467  | 477  | 464  | 413  | 351  | 388  |

| 1962 | 1968 | 1975 | 1982 | 1990 | 1999 | 2005 | 2006 | 2010 |
| ---- | ---- | ---- | ---- | ---- | ---- | ---- | ---- | ---- |
| 377  | 382  | 349  | 447  | 506  | 512  | 550  | 548  | 575  |

| 2015 | 2020 | 2022 | - | - | - | - | - | - |
| ---- | ---- | ---- | - | - | - | - | - | - |
| 576  | 591  | 599  | - | - | - | - | - | - |

## Culture locale et patrimoine

### Lieux et monuments

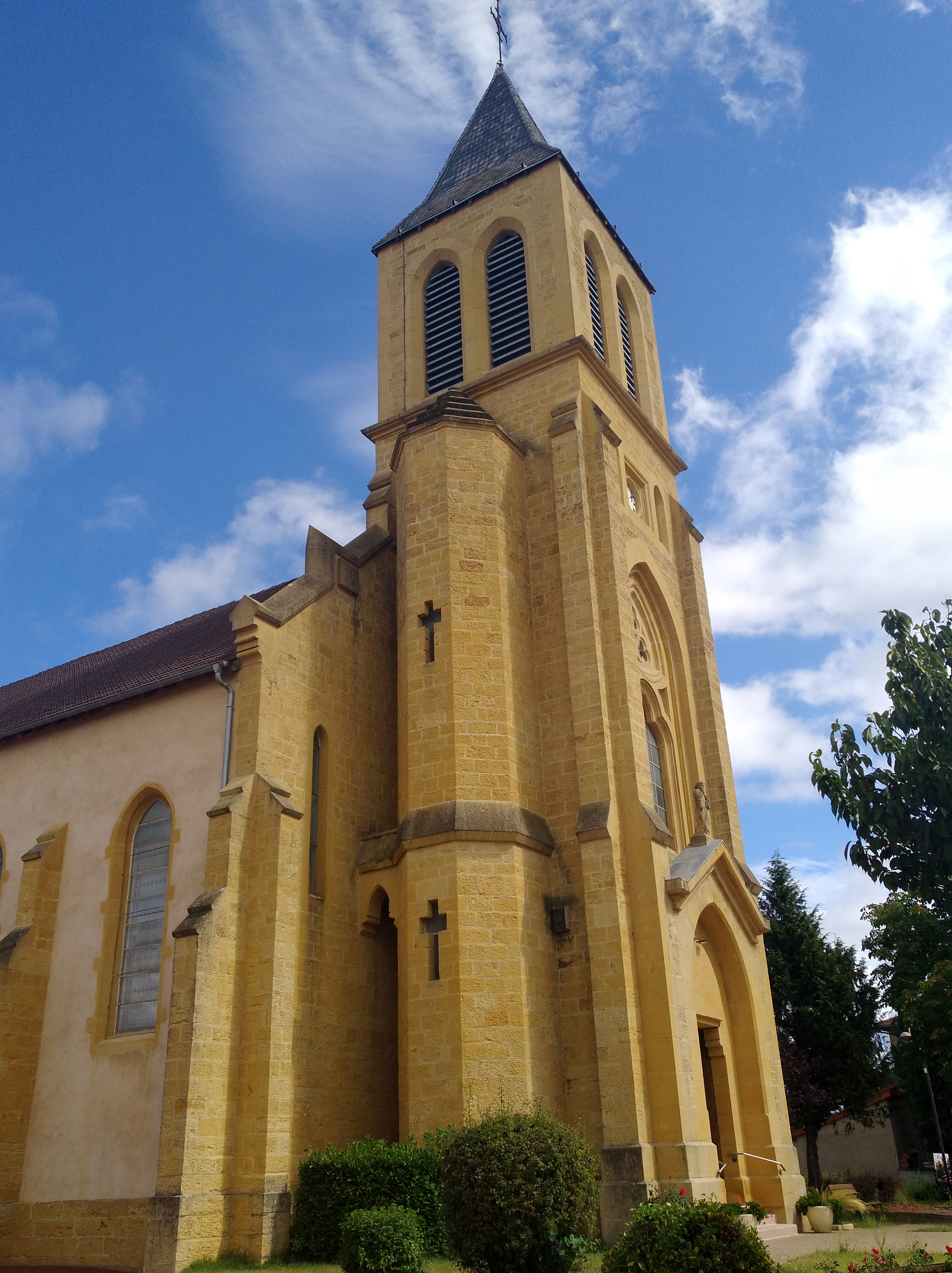
Clocher de l'église

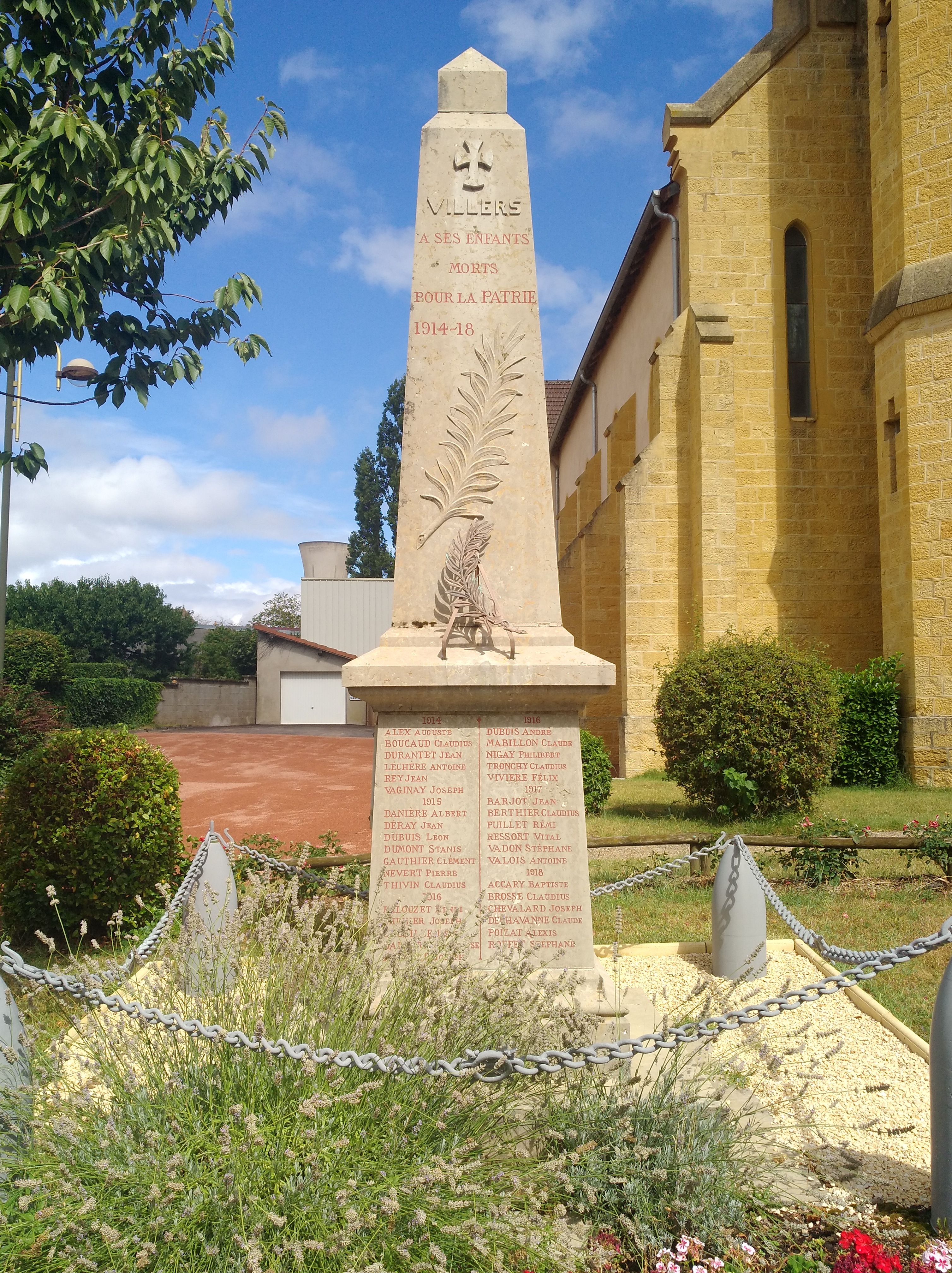
Monument aux morts

- Le château d'eau.
- La madone de Villers
- Église Saint-André de Villers

## Pour approfondir